# Crni koprivić
Crni koprivić (južnjački koprivić, crna košćela, crna kostela, crna kopriva, fafarinka, lat. Celtis australis L.),  je bjelogorično stablo koje može narasti 20-25 metara visine.
Lišće:  Jednostavno, izmjenično, oštro nazubljeno, grubo na vršcima, ima dlačice s donje strane, 5 do 15 cm dužine i tamnosivo/zeleno tijekom sezone, blijedi do svijetložute boje prije nego što otpadne ujesen. 
Cvjetovi:  cvjetovi su hermafroditski (imaju muške i ženske organe), mali, zeleni, bez latica, pojedinačni ili u malim nakupinama. Nisu zanimljivi kao ukras.
Plodovi:  Male, tamnoljubičaste bobice (koštunice), 1 cm promjera, vise u kratkim grozdovima i izuzetno su popularne među pticama i drugim životinjama. 
Kora:  Glatka, siva kora razvija slikovite plutaste bradavice i kvrge u starijoj dobi.

## Stanište
Biljka voli lagana (pijesak) i srednja (ilovasta) tla, voli dosta suho tlo i može rasti u nutritivno siromašnoj zemlji. Prijaju joj kisela, neutralna i lužnata (alkalna) tla. Ne može rasti u sjeni. Podnosi suha i vlažna tla i može tolerirati sušu.
Mediteranska klima joj posebno pogoduje.
- C. australis, Fox-Amphoux, Francuska, posađeno 1550.
- C. australis Muntić, Istra, posađeno u ranom 16.st.
- Celtis australis

U Indiji, na Urdu/hindskom jeziku, zove se "ber".
Stablo je također široko rasprostranjeno na Bliskom istoku.

## Upotreba
Često se sadi kao ukrasna biljka jer je otporna na onečišćenje zraka i dugo živi. Krošnja ljeti pruža ugodnu sjenu.
Plod ovog stabla je sladak i jestiv, a može se jesti sirov ili kuhan. Lišće i plod zatvaraju, smiruju i jačaju želudac. Uvarak od lišća i plodova se koristi u liječenju amenoreja, teških i menstrualnih i intermenstrualnih krvarenja i grčeva (kolika). Uvarak se također može koristiti za stezanje sluznice u liječenju proljeva, dizenterije i čireva u probavnom traktu.
Iz kore se dobiva žuta boja. 
Drvo - vrlo tvrdo, podatno, izdržljivo. Obožavaju ga tokari. Od savitljivih tankih izdanaka izrađuju se štapovi za hodanje.

## Povijest
Europski koprivić, Celtis australis,  je, pretpostavlja se, bio lotos  starih, čiji su plod Herodot, Dioskorid i Teofrast opisali kao sladak, ukusan i zdrav. Homerov Odisej spominje "jedače lotosa" i "lotos" u Odiseji, Knjiga IX.
Plodovi i njihovo djelovanje opisani su u Tennysonovoj pjesmi Jedači lotosa.

## Hrvatski nazivi
Ivan Šugar navodi mnoštvo hrvatskih naziva za ovu vrstu, abecednim redoslijedom:
balačinka, čiburić, ćići borići, drenjula, fafarikul, fafarikule, fafarinka, fafarika, farikul, gangulić, glandulić, glangulić, grangulić, haharinka, kastanjuole, kompriva, koprivac, koprina, kopriva, kopriva stup, koprivić, koprivnjak, koprna, koprnja, koprva, kostanja, kostanjula, kostela, kostelić, kostelj, kostelja, koster, kostila, kostilja, kostjela, kostrila, koščela, koščela crna, koščil, koštel, koštela, koštil, kršanac, kupriva, ladonja, landonja, ledonja, lidonja, pelegrinka, pokriva, pokrivići, pokrova, popriva, poprivić, taferikola